# Заради кохання Офелії
«Заради кохання Офелії» («Per amare Ofelia») — італійська еротична комедія 1974 року, знятий режисером Флавіо Могеріні, з Ренато Поццетто і Джованною Раллі у головних ролях.

## Сюжет
Орландо Маннетті знаходиться у повній залежності від своєї матері Франчески. Незважаючи на те, що саме він успадкував від батька його промислову імперію, хлопець не може позбавити себе впливу владної дами, яку він любить і ненавидить одночасно. Однак зустріч із повією Офелією багато змінює у його характері. Орландо виявляє, що любов до «занепалої» жінки допомагає йому позбутися не цілком природного потягу до Франчески. Ось тільки він не підозрював, що та, кого він вважав своєю матір'ю, насправді не була такою. Дізнавшись, що між нею та Орландо встала якась плутанина, Франческа приступає до рішучих дій.

## У ролях
- Ренато Поццетто: Орландо Аліберті Маннетті
- Джованна Раллі: Офелія Чезеретті
- Франсуаза Фабіан: Федеріка, мачуха Орландо
- Мауріціо Арена: Спартако Чезароні
- Альберто де Мендоза: адвокат
- Жорж Ріго: Нане, дворецький
- Россана Ді Лоренцо: Іріс
- Діді Перего: черниця
- Орхідея де Сантіс: повія з Трієста
- Жан Ружо: Сантіні
- Франциско П'єра: пастор Маріо
- Лоренцо Піані: Лоренцо
- Лучано Бонанні: клієнт повії
- Карла Манчіні: Селеста

## Знімальна група
- Режисер: Флавіо Могеріні
- Сценарій: Лаура Бонін, Туліо Демічелі, Флавіо Могеріні, Джорджо Сальвіоні
- Продюсер: Джорджо Сальвіоні
- Оператор: Карло Карліні, Мануель Меріно
- Монтаж: Адріано Тальявія
- Композитор: Ріц Ортолані, Герман Вайс
- Художник: Адольфо Кофіно, Даніеле Могеріні